# Union Lake (Michigan)
Union Lake és una comunitat no incorporada (anglès: unincorporated community) del comtat d'Oakland de l'estat estatunidenc de Michigan. Es troba a la unió de quatre municipis: Commerce, Waterford, West Bloomfield i White Lake.
Com a comunitat no incorporada, Union Lake no té cap àrea definida legalment ni estadístiques de població pròpies, però sí que té la seva pròpia oficina de correus amb el codi postal 48387, que s'utilitza només per a bústies postals. En cas contrari, l'àrea utilitza el codi postal 48327 de Waterford.